# ユッツェ
ユッツェ (ドイツ語: Uetze, ドイツ語発音: [ˈʏt͜sə] ( 音声ファイル)) は、ドイツ連邦共和国ニーダーザクセン州ハノーファー広域連合に属す町村（以下、本項では便宜上「町」と記述する）である。

## 地理

### 位置
ユッツェは、リューネブルガー・ハイデの南端に位置し、主に砂地の土壌である。この町をフーゼ川とエルゼ川が流れている。これらの川はハルツフォアラント（ハルツ山地の麓）から、概ね北に向かって流れている。エルゼ川はユッツェの北西でフーゼ川に注ぐ。フーゼ川はツェレ近郊でアラー川に合流する。
この町の面積は、約 140 km2 である。

### 自治体の構成
ユッツェは、アルトマーディングゼン、デーデンハウゼン、ドルベルゲン、エルツェ、ヘニヒゼン、カーテンゼン、オーベルスハーゲン、シュヴュプリングゼン、および中核地区のユッツェの各地区（旧町村）で構成されており、人口は2万人を超える。
各地区にはそれぞれ地区議会がある。
ユッツェ地区には、住宅地アプバイレ、ベンローデ、ダーレンホルスト、ヴァッカーヴィンケルが属している。

## 歴史

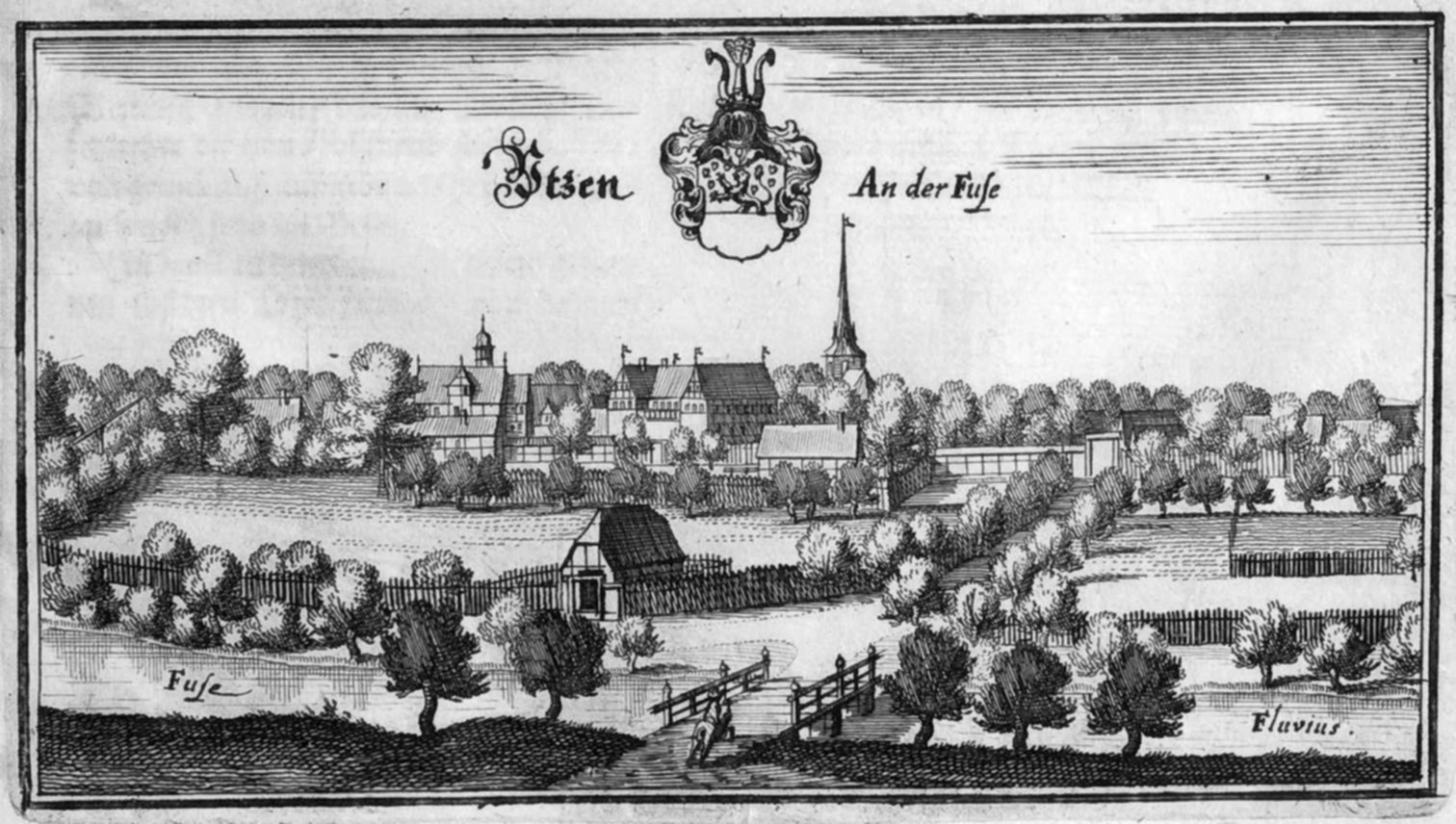
1654/1658年のマテウス・メーリアンの銅版画に描かれたユッツェ

最初の記録は、ダンクマール治下フロートヴェーデル管区の Utisson として1022年になされている。この1000年前のユッツェの記録は、ヒルデスハイムの聖ミヒャエリス修道院の文書（1013年から1022年のベルンヴァルト司教の所領目録）であるが、長年の議論の末12世紀初めの偽書であることが判明している。1215年には Utessem と表記されている。12世紀から13世紀のユッツェの記録は、公証の証人として登場したり、土地所有が公証されているユッツェ家と結びついている。土地所有者一族の「von Uttensen」という名前もこの土地の地名に由来している。この所領は、皇帝オットー4世の従者として記録が遺る Hartwicus von Uttensen を初代領主として1208年に成立した。von Uttensen家の邸宅の近くにある建物（「ノイエ・ガルテン」）は、建設されて以降ほとんど途絶えることなく旅館として利用されており、ユッツェ地区の最も古い建物である。
ユッツェ家は16世紀に後継者がいなくなり、1503年のヤスパー・フォン・ユッツェの死後その所領はフォン・フェルトハイム家やフォン・ゾルデルン家を経て、17世紀前期にリューネブルク家のものとなった。17世紀初めのユッツェはヘニヒゼンよりもかなり大きく、アムト・マイネルゼンで最大の集落であった。ユッツェは1552年に、アムト・マイネルゼンの下位のフォークタイ（代官区）の本部所在地となった。1885年までこの状態が続いた。ユッツェは1695年にマルクトフレッケン（市場開催権を持つ町）となった。
ユッツェンの東外れにアムト・マイネルゼン管区の死刑執行人が住んでおり、ここでは皮剥ぎの仕事を行っていた。1823年6月6日付の書簡に「...このアムトのユッツェに、Halbmeisterey がある。これは1650年にブラウンシュヴァイク公クリスティアン・ルートヴィヒがブラウンシュヴァイクの死刑執行人クラウス・フレーリヒに与えたのが最初で...」と記述されている。ここに長く住んでいた死刑執行人の2つのジッペがフレーリヒとフンケであった。ユッツェ郷土連合の元代表者ゲルトルート・シューマッハーは、ユッツェの皮剥ぎ職人について、黒くなった手を持ち、塔の下の座席の番号がない粗末な席にしか座ることが許されていなかった追放された人物だった、と論じている。
1863年4月21日の深夜に起きた大火が村のほぼ全域を焼き払った。ユンカーの農場とその周辺の建物が焼け残っただけであった。消防団は1880年6月5日に結成された。
1885年にアムト・マイネルゼンが廃止され、ユッツェはブルクドルフ郡に編入された。
1966年5月16日、ドイチェ・ブンデスポストで最後の手動電話交換機の電源がユッツェで落とされた。ユッツェは、1971年にドルベルゲンおよびカーテンゼンとザムトゲマインデ（集合自治体）を形成したが、早くも3年後に現在の単独自治体ユッツェが形成され、このザムトゲマインデは廃止された。
ユッツェはリューネブルク侯領に属しており、このため伝統的にハノーファーよりもツェレと親しい関係にある。この町はブルクドルフ郡に属していたが、ニーダーザクセン州の地域再編によりハノーファー郡に編入された。旧自治体デーデンハウゼンとエルツェは1974年の地域再編以前はパイネ郡に属しており、パイネ郡やツェレ郡への編入も議論された。パイネ市やツェレ市はより近くにあり、ユッツェの決定に対してより大きな影響力を持っていたからである。ハノーファー郡は2001年11月1日に廃止され、ハノーファー市とともにハノーファー広域連合を形成した。

### 人口推移

ユッツェの人口推移。赤線が現在のユッツェ地区の人口推移、青線が合併後のユッツェ町の人口推移である。

### 町村合併
ニーダーザクセン州の地域再編に伴い、1974年3月1日に、それまで独立した自治体であったアルトマーディングゼン、デーデンハウゼン、ドルベルゲン、エルツェ、ヘニヒゼン、カーテンゼン、オーベルスハーゲン、シュヴュプリングゼンがユッツェに合併した。

## 住民

### 宗教
宗教改革以後、住民の多くは福音主義＝ルター派を信仰している。2018年6月現在、20,608人の住民のうち、51.0 %（10,501人）が福音主義、7.4 % がカトリック信者である。キルヒ通りにある現在の洗礼者ヨハネ教会は1867年に建設された。1837年に建設された先代の教会は1863年の大火で焼失した。建築マイスターはコンラート・ヴィルヘルム・ハーゼであった。塔の高さは 65 m ある。ユッツェ＝カーテンゼン教会は、ブルクドルフ教会地区に属している。
カトリックの聖マティアス教会は、使徒マティアにちなんで名付けられた教会で、マリエン通りにある。1955/56年にヨーゼフ・フェーリヒによって建造され、1956年秋に献堂された。2006年11月1日からこの教会はブルクドルフの聖ニコラウス司祭区に属している。ヘニヒゼンにあったかつての聖バルバラ支教会は、2012年に世俗化され、2013年秋に取り壊された。その場所には2014年から民家が建設されている。
ヴェスターカンプ通りの教会はアドヴェントゲマインデ・ユッツェに属し、カーテンザー・ヴェークの教会は新使徒教会ユッツェに属している。ブルクドルファー通りには自由福音主義教会ユッツェがある（かつてはカーテンザー・ヴェークにあった）。

## 行政

### 議会
ユッツェの町議会は、34議席の議員と町長で構成されている。

### 首長
ユッツェの町長は、2000年から2021年までヴェルナー・バッケベルク (SPD) が務めていた。彼は、2021年の町長選挙（投票率 60.01 %）で 57.21 % の支持票を獲得したフローリアン・ガーレ (SPD) にその座を譲った。

### 地区議会
ユッツェには9つの地区議会があり、合わせて51人の地区議会議員がいる。

### 紋章
金地。上端中央に先端が着く湾曲した三角図形。三角図形は湾曲しており、青と金色が8回入れ替わる。この三角図形が9つに分かれているのはこの町の地区を表現している。配色は、かつてヴェルフィシュ＝リューネブルギッシュ・ラントに属していたことを表している。

### 姉妹自治体
- フローブルク（ドイツ語版、英語版）（ドイツ、ザクセン州）: フローブルク市とユッツェ地区の福音主義教会間で姉妹協定が結ばれ、これからフローブルクとユッツェとの姉妹自治体関係に発展した。1990年9月7日に姉妹自治体協定に署名がなされた。この姉妹協定の責任者はユッツェ地区議会が担っており、福音主義教会、合唱クラブ「リーダークランツ・コンコルディア」、ユッツェ地区消防団が共同でその維持に務めている。
- Balatongyörök（ハンガリー、ザラ県）毎年ユッツェで開催されるタマネギ祭にハンガリー人が参加するのが恒例になっている。

## 文化と見どころ

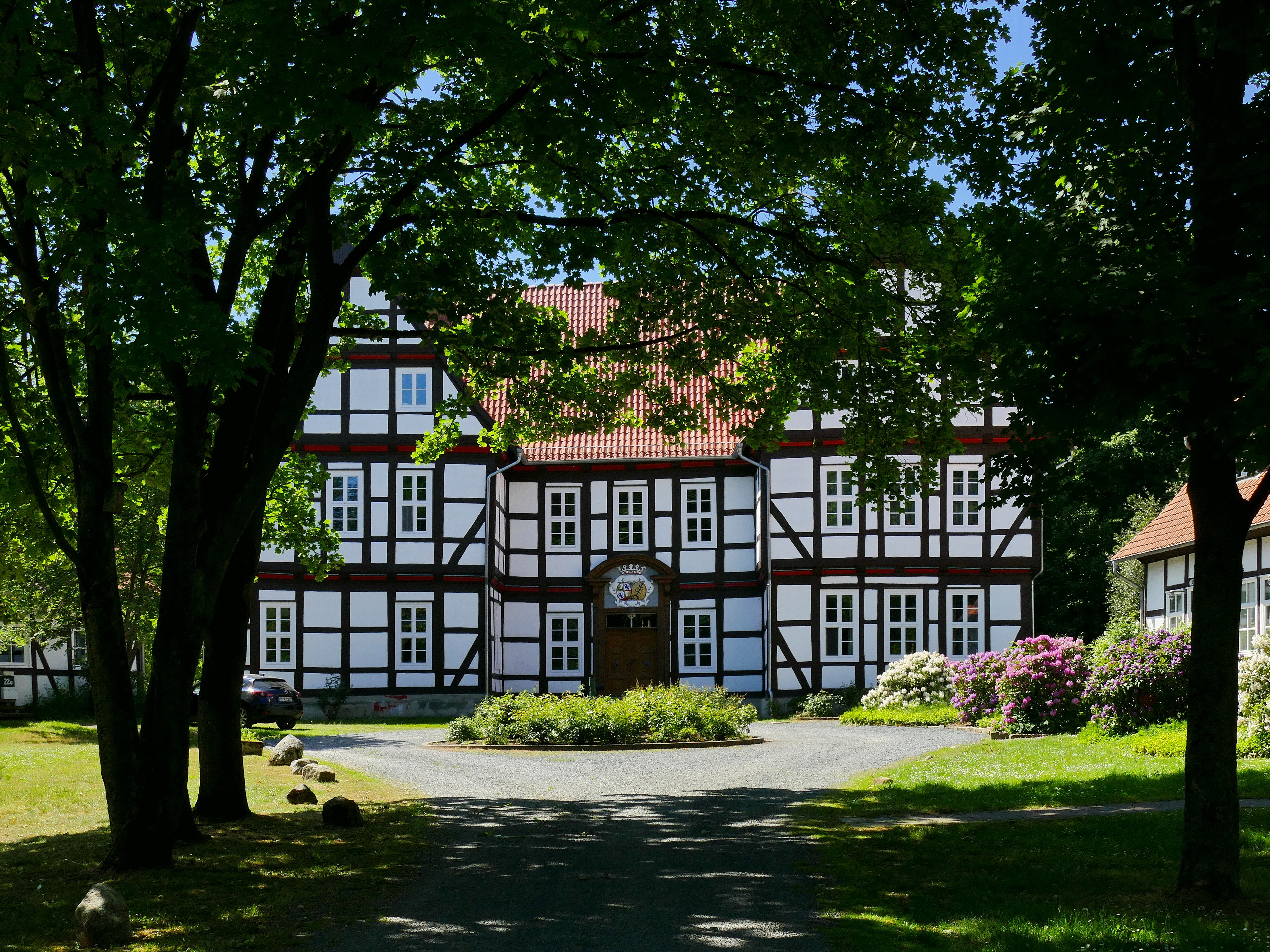
ユンカーホーフ領主館

### 建築
- ユンカーホーフ: 1635年に建設されたU字型3階建ての木組み建築。ウッテンゼン家の領主館である。
- 洗礼者ヨハネ教会: 1863年建造。1837年に火災で焼失した教会の遺構を内包している。建築家はコンラート・ヴィルヘルム・ハーゼである。1666年製の洗礼盤と古いヨハネの絵画を有している。
- ヴァッカーヴィンケルのツヴァイシュテンダーハウス: 1956年建造。現在は郷土博物館となっている。

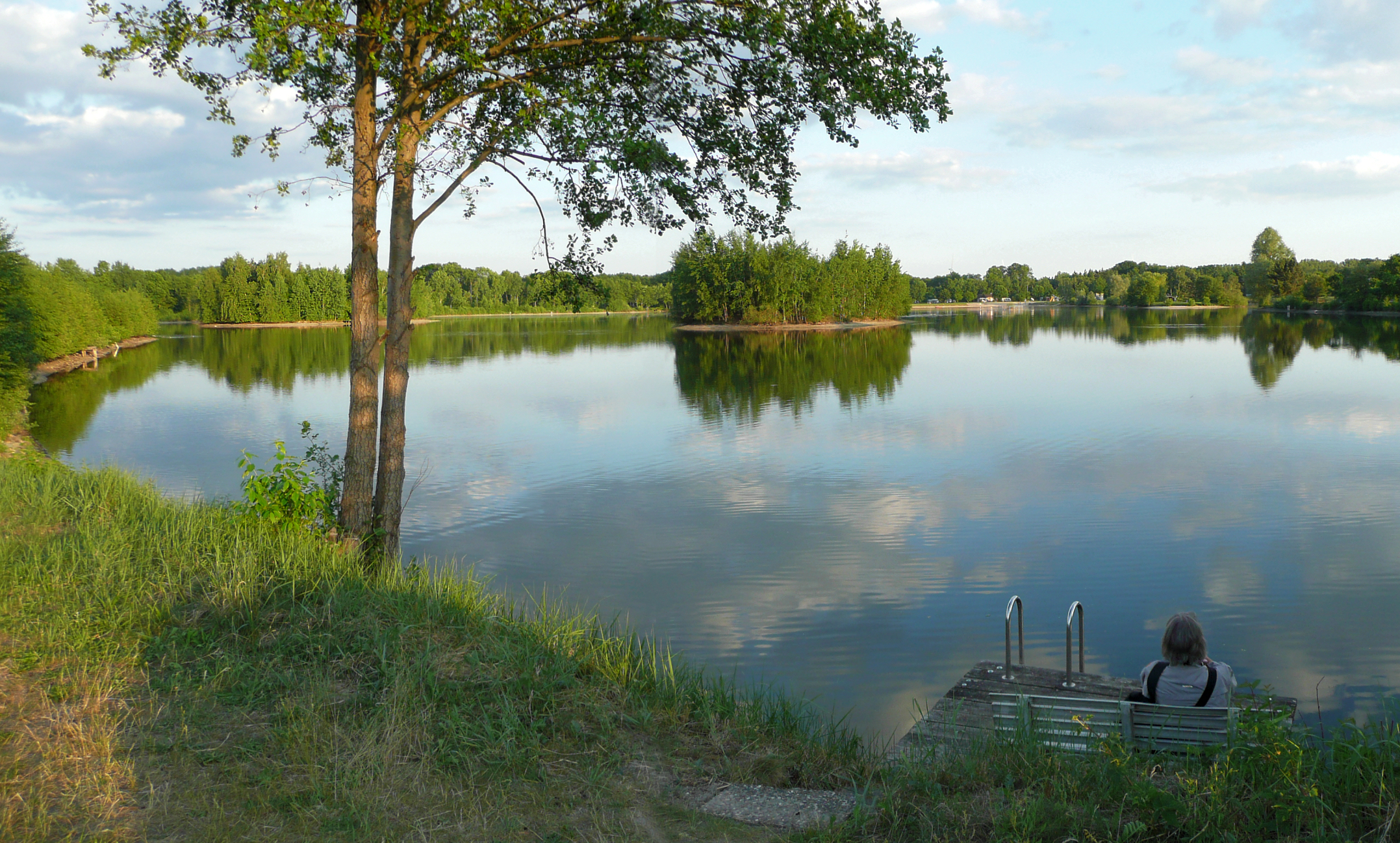
イレーネン湖

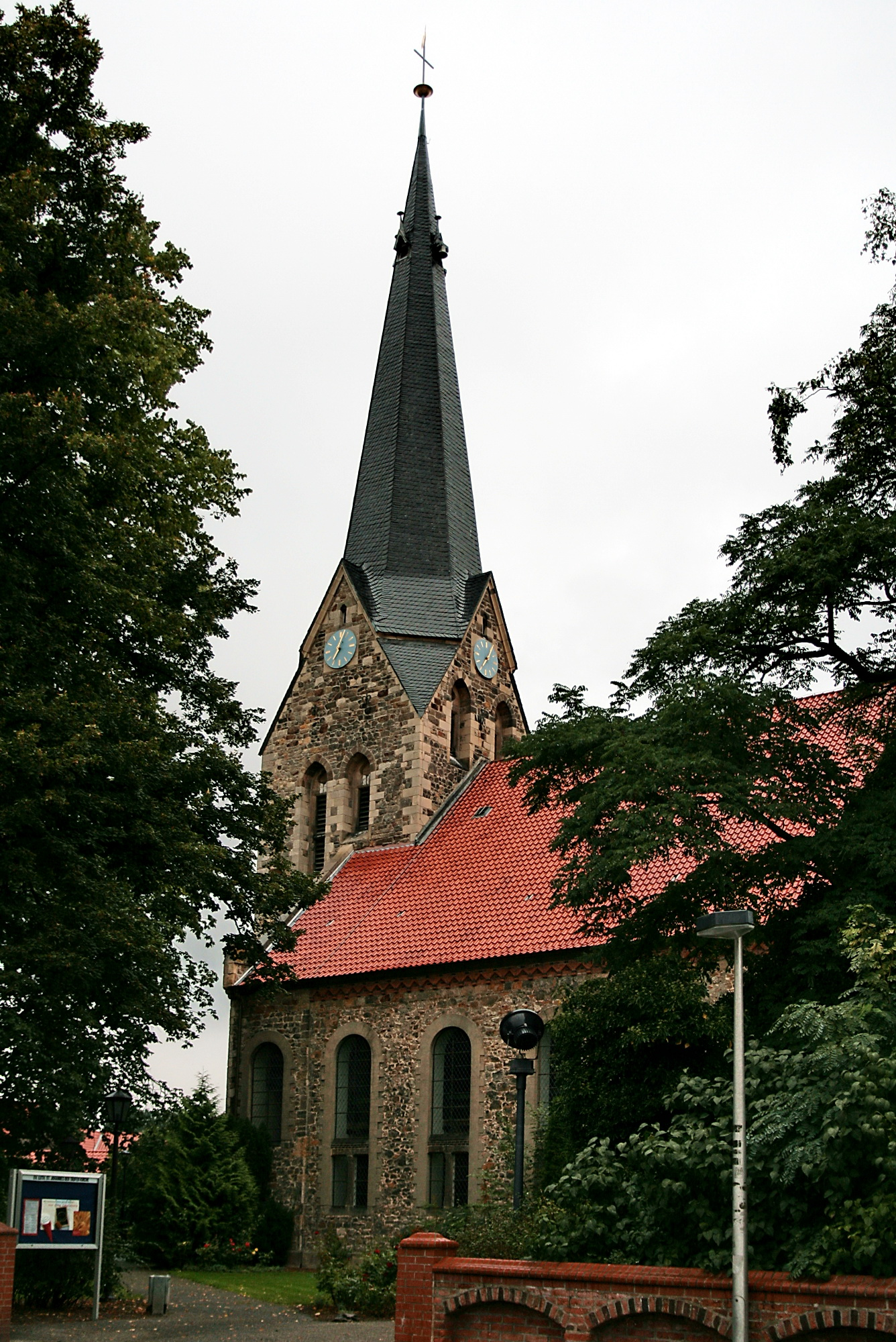
洗礼者聖ヨハネ教会
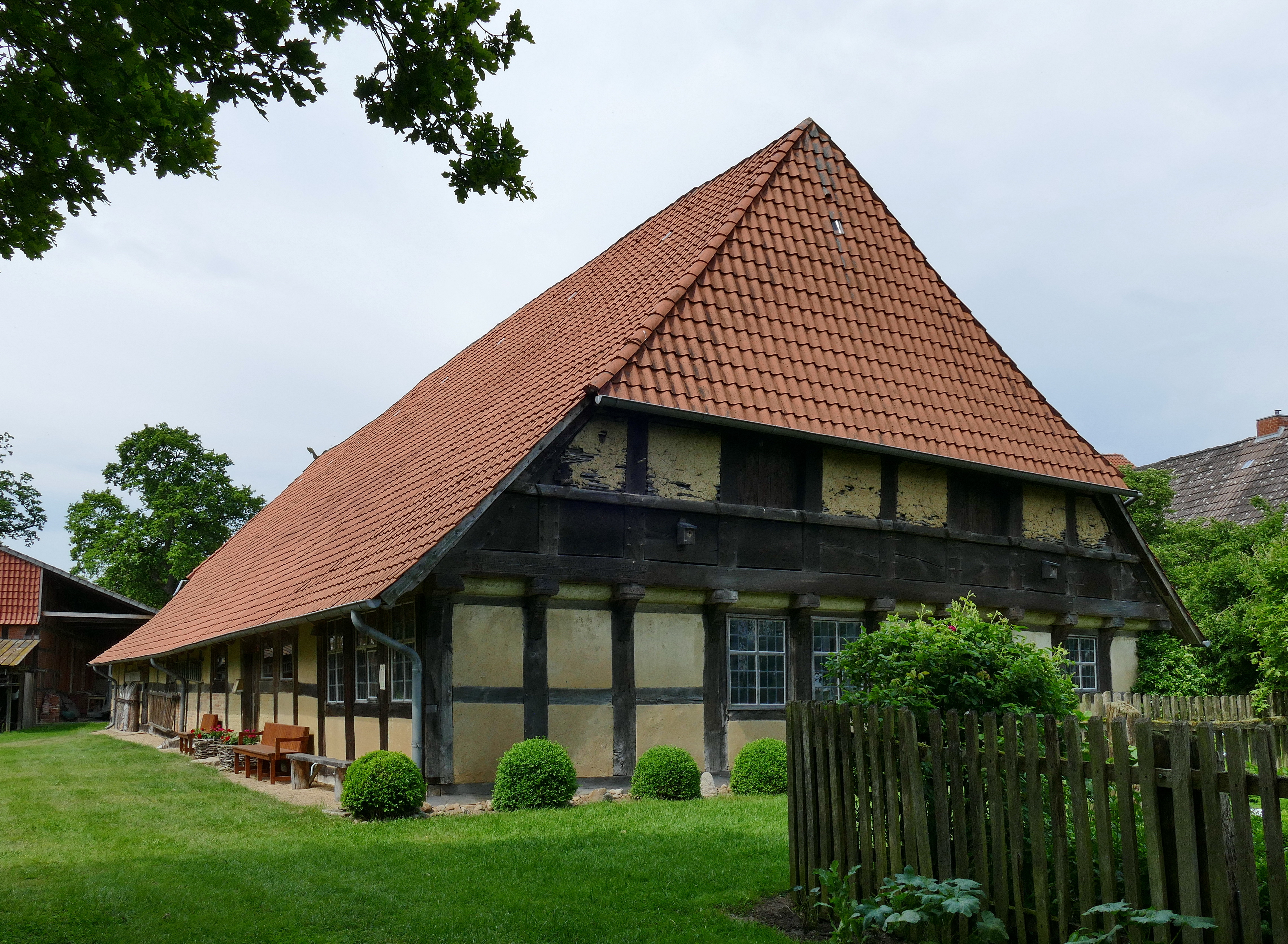
ヴァッカーヴィンケルのツヴァイシュテンダーハウス

### 湖
ユッツェ近郊の連邦道 B188号線沿いに広さ 120 ha で、水浴場、キャンプ場、トレーラーハウス駐車場を備えた近郊レジャー地がある。その中心となっているのが2つの人工的に造られた湖、比較的大きなイレーネン湖と様々に枝分かれした入り江を持つシュプレーヴェルト湖である。湖畔にはボート施設を備えた週末の家が建っている。この地域は島状の土地に約200軒の家が建つ住宅地に転換されている。

### レジャー
ユッツェの東、連邦道188号線沿いにレジャーパーク「エルゼ＝パルク」がある。よく整備され、標識が設けられた自転車道網が川沿いを通り、森を抜けて、ヘニヒゼンのボック風車や町内の3つの水車など、印象的なポイントを結んでいる。
ユッツェ地区とヘニヒゼン地区には屋外温水プールがあり、イレーネン湖には水浴用のビーチがある。

### 年中行事
タマネギ祭は、2003年から毎年9月の第2週末に開催されている。この祭は通常土曜日の午後遅くに始まり、2年毎にボランティアの日があり、日曜日にヒンデンブルク広場で野外礼拝が行われる。その後、クラブ、出店者、姉妹自治体が様々なタマネギ料理や飲物を提供する。

### 名物料理、食材
- ユッツェは、ドイツ最大級のタマネギ栽培地の1つで、特にジルバーツヴィーベルン（小粒のタマネギ） が有名である。
- ユッツェ周辺はアスパラガスの栽培地であり、ニーダーザクセン・アスパラガス街道がユッツェを通っている。

## 経済と社会資本

### 教育
ユッツェにはギムナジウムと2014年に開校した統合型総合学校 (IGS) からなる学校センターがある（ギムナジウムは総合学校とは別である）。ギムナジウム・ウンター・デン・アイヒェン・ユッツェの学区は町外にも広がっている。オリエンテーションスクールが2004年まで（ニーダーザクセンのオリエンテーションスクール廃止まで）ここにあった。IGS の設立に伴い、学校センターにあった本課程学校や実科学校も閉校となったが、両校とも2019年の夏まで存続していた。本課程学校は、2006年まではヘニヒゼンにキャンパスを有していたが、その後学校センターの新しい校舎に移転した。
街の中心の近くに、100年以上の歴史を持つシュテッツナー＝シューレの校舎が2015年まであった。この学校は学習に重点を置いた養護学校であった。
基礎課程学校は、ドルベルゲン、エルツェ、ヘニヒゼン、ユッツェにある。このうちエルツェの学校は2014年からユッツェ基礎課程学校の分校となっている。

### 交通
ユッツェはブルクドルフからマイナーゼン、ギフホルン、ヴォルフスブルクへ通じる連邦道 B188号線沿いに位置している。ユッツェの東数km の「クロイツクルーク」で B188号線と、ブラウンシュヴァイクからツェレに通じる B214号線、パイネやエーデミッセンからのB444号線が交差する。重要な州道がユッツェとブレッケルやアイクリンゲンとを、別の州道がドルベルゲンとを、さらに3本目の州道がヴェーンゼンとを結んでいる。
1923年から1991年までユッツェには鉄道ツェレ - ブラウンシュヴァイク線の駅があった。
町域内には、鉄道ベルリン - レールテ線のドルベルゲン駅とデーデンハウゼン駅がある。
地区間および近隣市町村との連絡は、ハノーファー広域交通の6本のバス路線が担っている。ユッツェのすべての地区で、合わせて52箇所の停留所が利用できる。特定の時間帯にはさらにルーフタクシー（デマンド型交通）や夜行バスが運行している。

## 関連図書
- Urban Friedrich Christoph Manecke (1820). “Geschichte des K. Amts Meinersen, im Lüneburgschen”. Hannover. pp. 239-
- Heinrich Lütkemann (1889). Uetze. Hannover: Buchdruckerei des Stephanstifts
- Dorothea Radtke, Günter Radtke, ed (1997). Chronik Uetze. Ein Dorf im Wandel der Jahrhunderte